# Harald Gröger

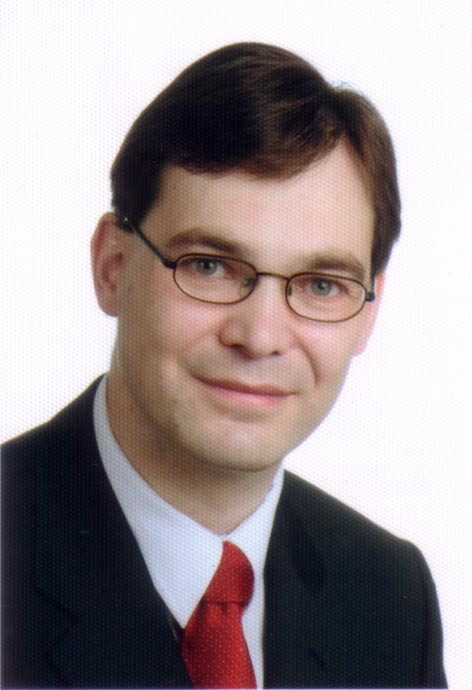
Harald Gröger (2006)

Harald Gröger (* 21. März 1968 in Franken) ist ein deutscher Chemiker und Biotechnologe.

## Leben
Harald Gröger wuchs in Franken auf und studierte von 1988 bis 1994 Chemie an der Friedrich-Alexander-Universität Erlangen-Nürnberg sowie an der Carl von Ossietzky Universität Oldenburg. Seine Doktorarbeit fertigte er im Arbeitskreis von Jürgen Martens an, er wurde 1997 zum Dr. rer. nat. promoviert. Anschließend arbeitete er als Postdoktorand im Laboratorium von Masakatsu Shibasaki an der Universität Tokyo. Im Jahre 1998 trat er als Forschungschemiker in die SKW Trostberg AG ein und arbeitete nach deren Fusion mit der Degussa AG im Forschungszentrum Hanau-Wolfgang bis 2006 weiter als Industriechemiker. Von 2006 bis 2011 war er Professor für Organische Chemie an der Universität Erlangen-Nürnberg, 2011 folgte er einem Ruf an die Universität Bielefeld und ist dort seither Lehrstuhlinhaber.

## Wirken
In seiner Diplom- und Doktorarbeit, als Postdoktorand und Industriechemiker bei der SKW Trostberg AG waren die wissenschaftlichen Arbeiten vorwiegend der organisch-chemischen Synthese, der Organokatalyse der metallorganischen Katalyse zuzurechnen. Ab 2001 wandte sich Gröger vorwiegend enzymatischen und biokatalytischen Verfahren zu. Gröger zählt zu den Pionieren der chemoenzymatischen Synthese in Form von Eintopf-Prozessen. Seine wissenschaftlichen Arbeiten decken dabei ein weites Feld zwischen der biokatalytischen Synthese von Organika und Arzneistoffen bis zu technischen biokatalytischen Prozessen ab. Besonders auffällig ist die interdisziplinäre Arbeitsmethodik zwischen Mikrobiologie, angewandter Gentechnik und organischer Synthese.

## Auszeichnungen
Als Doktorand wurde Gröger 1996 mit einem Stipendium der Heinz-Neumüller-Stiftung ausgezeichnet. Seine Postdoktoranden-Tätigkeit wurde durch ein Stipendium der Japan Science and Technology Agency (JST) gefördert. Er erhielt den Degussa-Forschungspreis sowohl in der Kategorie „Neue Produkte“ (2003) als auch in der Kategorie „Neue oder verbesserte Prozesse“ (2005). Im Jahre 2007 wurde er mit dem Thieme-Journal-Preis ausgezeichnet. Die Gesellschaft Deutscher Chemiker (GDCh) verlieh Gröger 2008 den Carl-Duisberg-Gedächtnispreis. 2014 wurde er mit der Otto-Roelen-Medaille der DECHEMA ausgezeichnet.

## Patente
Gröger ist Erfinder oder Miterfinder von fast 30 international angemeldeten Patenten, Auswahl:
- J. Martens, W. Maison, I. Schlemminger, O. Westerhoff, H. Gröger: Precursors for PNA-Monomers, WO 2000002864, 2000; AU 9890645, 2000.
- H. Gröger, F. Fleischer, B. Hammer, M. Hitzler: Verfahren zur Herstellung von N-Phosphonomethyliminodiessigsäure, DE 19909200, 2000; WO 2000052014, 2002.
- H. Gröger, F. Thalhammer, F. Fleischer, B. Hammer: Verfahren zur Herstellung von N-Phosphonomethyliminodiessigsäure, DE 19914375, 2000; WO 2000059915, 2000; EP 1165572, 2002.
- H. Gröger, K.-D. Vorlop, E. Capan, Method for Producing Optically Active Cyanohydrins, WO 2001038554, 2001; DE 10058342, 2001; EP 1232277, 2003; JP 2003514567, 2003.
- M. Shibasaki, M. Kanai, G. Manickam, H. Nogami, H. Gröger, Verfahren zur Herstellung von optisch aktiven Cyanhydrinen, DE 10104342, 2002.
- H. Gröger, W. Hummel, Gekoppeltes enzymatisches Reaktionssystem, WO 2004009807, 2004; AU 2003257438, 2004; EP 1523552, 2005; CN 1668738, 2005; JP 2005533497, 2005; US 2006172366, 2006.
- H. Gröger, W. Hummel: Gekoppeltes enzymatisches Reaktionssystem unter Einsatz einer Formiatdehydrogenase aus Candida boidinii, WO 2004009825, 2004; AU 2003246390, 2004; EP 1523565, 2005; CN 1668753, 2005; JP 2005533496, 2005; US 2006068458, 2006.
- S. Naamniek, W. Hummel, H. Gröger, Verwendung von Malatdehydrogenase zur NADH-Regenerierung, DE 10240603, 2004; CA 2497499, 2004;WO 2004022764, 2004; AU 2003255368, 2004; EP 1534849, 2005; JP 2005537017, 2005.
- W. Hummel, H. Gröger: Enzymatisches Reaktionssystem, DE 10353548, 2004; WO 2004048561, 2004; AU 2003279389, 2004.
- C. Rollmann, H. Gröger, A. B. Bommarius, W. Hummel: Gekoppeltes cofaktorabhängiges enzymatisches Reaktionssystem, WO 2004085636, 2004; DE 10313972, 2004; EP 1606400, 2005; CN 1768134, 2006; JP 2006521102, 2006; US 2006177914, 2006.
- H. Gröger, H. Hüsken, K. Drauz, K. Landfester, Enzymreaktionen in Miniemulsionen, WO 2006058595, 2006; DE 102004057966, 2006.
- P. Dominguez de Maria, H. Trauthwein, O. May, H. Gröger, K. Drauz: Verfahren zur Herstellung von enantiomer angereicherten α-Hydroxyketonen, WO 2006087266, 2006; DE 102005007499, 2006.
- W. Hummel, J. Schümers, H. Gröger: Alkoholdehydrogenase aus Nocardia globulera und deren Verwendung, WO 2007028729, 2007; DE 102005043152, 2007.

## Publikationen
Bisher hat Gröger mehr als 70 wissenschaftliche Publikationen veröffentlicht, Auswahl:
- H. Gröger, M. Hatam, J. Martens: Synthese Totalgeschützter, Nichtproteinogener α-Aminosäuren und Oligopeptide aus 2H-1,3-Oxazinen und 2H-1,3-Benzoxazinen via Ugi-Reaktion, Tetrahedron 1995, 51, 7173–7180.
- H. Gröger, Y. Saida, H. Sasai, K. Yamaguchi, J. Martens, M. Shibasaki: A New and Highly Efficient Route to Cyclic α-Amino Phosphonates: The First Catalytic Enantioselective Hydrophosphonylation of Cyclic Imines Catalyzed by Chiral Heterobimetallic Lanthanoid Complexes, J. Am. Chem. Soc. 1998, 120, 3089–3103.
- K.-i. Yamada, S. J. Harwood, H. Gröger, M. Shibasaki: The First Catalytic Asymmetric Nitro-Mannich-type Reaction Promoted by a New Heterobimetallic Complex, Angew. Chem. 1999, 111, 3713–3715; Angew. Chem. Int. Ed. 1999, 38, 3504–3506.
- H. Gröger: Enzymatic Routes to Enantiomerically Pure Aromatic α-Hydroxy Carboxylic Acids: A Further Example for the Diversity of Biocatalysis, Adv. Synth. Catal. 2001, 343, 547–558.
- H. Gröger, O. May, H. Hüsken, S. Georgeon, K. Drauz, K. Landfester: Enantioselektive Enzymreaktionen in Miniemulsionen als effiziente „Nanoreaktoren“, Angew. Chem. 2006, 118, 1676–1679; Angew. Chem. Int. Ed. 2006, 45, 1645–1648.
- H. Gröger, E. Burda, W. Hummel: Modulare chemoenzymatische Eintopf-Synthesen im wässrigen Medium: Kombination einer Palladium-katalysierten Kreuzkupplung mit einer asymmetrischen Biotransformation, Angew. Chem. 2008, 120, 9693–9696; Angew. Chem. Int. Ed. 2008, 47, 9551–9554.
- H. Gröger, F. R. Dietz: Biocatalytic synthesis of natural and non-natural α-amino acids. In: Wiley Encyclopedia of Chemical Biology, John Wiley & Sons, 2009, 1, 191–204.
- M. Weiß, H. Gröger: Practical Highly Enantioselective Chemoenzymatic One-Pot Synthesis of Short-Chain Aliphatic β-Amino Acid Esters, Synlett 2009, 8, 1251–1254.
- K. Baer, M. Krausser, E. Burda, W. Hummel, A. Berkessel, H. Gröger: Sequenzielle und modulare Synthese von chiralen 1,3-Diolen mit zwei Stereozentren: Zugang zu allen vier Stereoisomeren durch Kombination von Organo- und Biokatalyse, Angew. Chem. 2009, 121, 9519–9522; Angew. Chem. Int. Ed. 2009, 48, 9355–9358.